# Warmtegetal
Het warmtegetal is een maat voor de warmte in het tijdvak vanaf 1 april tot en met 31 oktober. Het wordt onder andere door het Nederlandse KNMI gebruikt om de zomers beter met elkaar te kunnen vergelijken. De tegenhanger is het koudegetal, dat betrekking heeft op de periode vanaf 1 november tot en met 31 maart. Het warmtegetal zegt alleen iets over de temperatuur en niets over regen en zonneschijn, die mede de kwaliteit van de zomer bepalen.
Het warmtegetal wordt berekend door het aantal graden Celsius dat de gemiddelde etmaaltemperatuur van elke dag in de bovengenoemde periode boven de 18 ligt, bij elkaar op te tellen. Een dag met gemiddeld over 24 uur een temperatuur van 20,2 graden draagt dus 2,2 bij aan het warmtegetal. Zo komt men dus uiteindelijk tot een totale som, die het mogelijk maakt om de warmte in het jaar te classificeren. Deze methode is meer representatief voor de warmteproductie van een zomer dan de gemiddelde temperatuur, aangezien een zeer koele periode een zeer warme niet kan compenseren.

## Historie in Nederland
In Nederland zijn de warmtegetallen door het KNMI vastgesteld vanaf 1901. Onderstaande cijfers gelden voor De Bilt.
Bij het KNMI in De Bilt staat aan top de zomer van 2006 met een warmtegetal van 201,3. Dieptepunt was de zomer van 1962 met een warmtegetal van slechts 4,8.

### Top tien
De top tien vanaf 1901 tot en met 2023 is:
| Rang | Jaar | Warmtegetal |
| ---- | ---- | ----------- |
| 1.   | 2006 | 201,3       |
| 2.   | 2018 | 196,0       |
| 3.   | 1995 | 169,7       |
| 4.   | 1976 | 163,8       |
| 5.   | 1947 | 159,2       |
| 6.   | 1994 | 147,9       |
| 7.   | 2020 | 145,6       |
| 8.   | 2023 | 142,7       |
| 9.   | 2022 | 138,3       |
| 10.  | 1983 | 133,9       |

| Rang | Jaar | Warmtegetal |
| ---- | ---- | ----------- |
| 1.   | 1962 | 4,8         |
| 2.   | 1965 | 5,0         |
| 3.   | 1907 | 5,7         |
| 4.   | 1916 | 6,1         |
| 5.   | 1956 | 6,2         |
| 6.   | 1909 | 7,1         |
| 7.   | 1940 | 8,7         |
| 8.   | 1920 | 11,0        |
| 9.   | 1913 | 11,2        |
| 10.  | 1974 | 11,6        |